# Capitolio del Estado de Montana
El Capitolio del Estado de Montana (en inglés Montana State Capitol) es el capitolio del estado de Montana (Estados Unidos). Alberga la Legislatura del Estado de Montana y se encuentra en el 1301 East Sixth Avenue de la ciudad de Helena, la capital del estado. El edificio fue construido entre 1896 y 1902 con dos alas añadidas entre 1909 y 1912.

## Historia

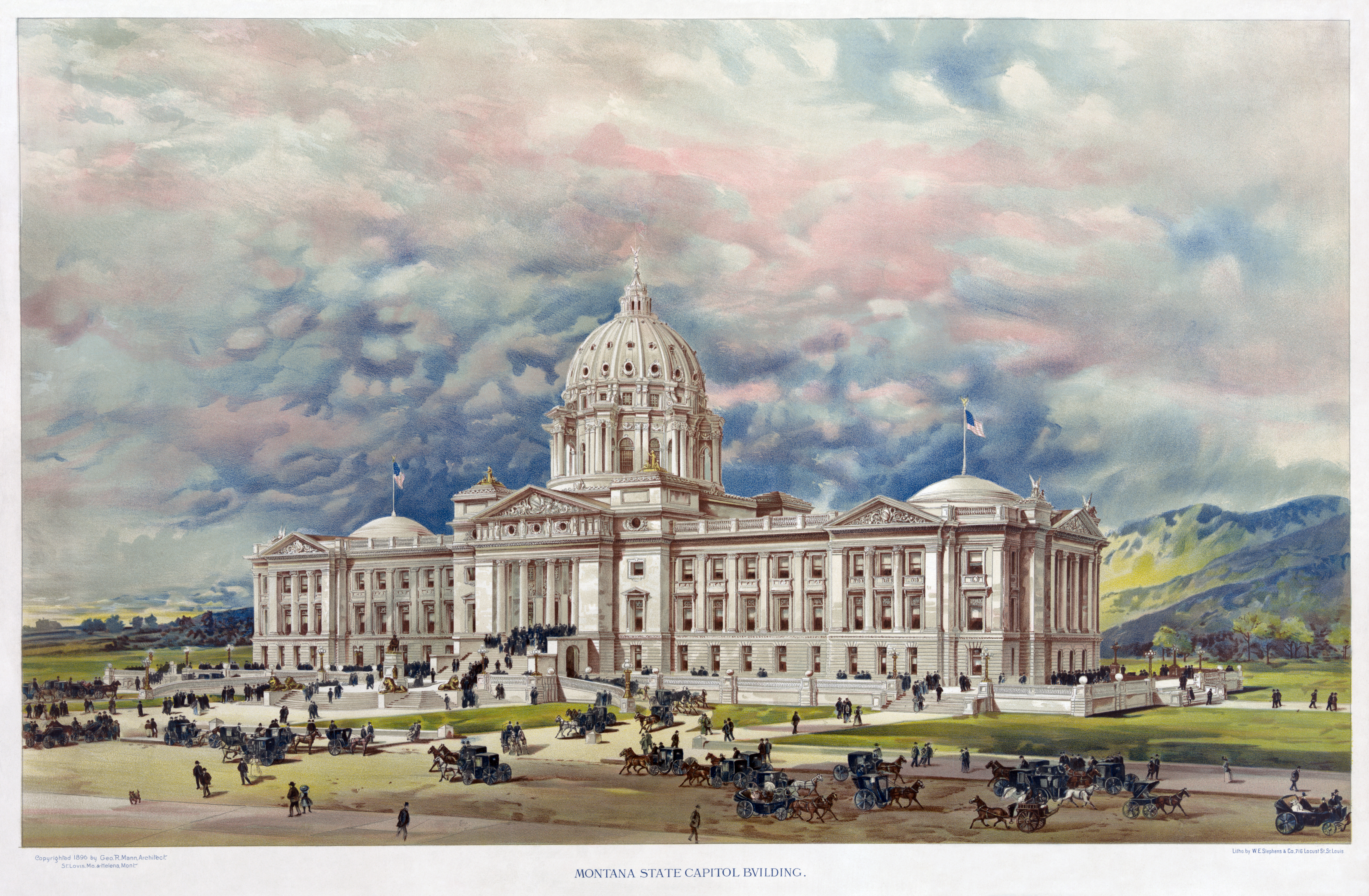
Diseño de concurso ganador por George R. Mann, 1896 (sin construir)

En 1896 se llevó a cabo un concurso de arquitectura para el edificio. La comisión seleccionó un diseño de George R. Mann como ganador. En 1897, después de que se descubrió que la Comisión planeaba estafar dinero del proyecto de construcción, se disolvió y se convocó una segunda Comisión del Capitolio. La nueva Comisión abandonó el plan de Mann por ser demasiado costoso y tuvo un segundo concurso de diseño, ganado por Charles Emlen Bell y John Hackett Kent, de Bell & Kent de Council Bluffs, Iowa. Para poder construir su diseño, Bell & Kent trasladaron su oficina a Helena.
Si bien el edificio de Mann nunca se construyó en Montana, se seleccionó más tarde como el diseño básico del Capitolio del Estado de Arkansas.
El diseño ganador de Bell & Kent ya se había modificado durante la fase de construcción, cuando en 1901 la comisión pidió que la estructura se hiciera más imponente aumentando la altura de la cúpula. Kent se opuso a los cambios, ya que su cúpula esférica baja original estaba destinada a ser "puramente griega", pero Bell defendió la solicitud de la comisión.

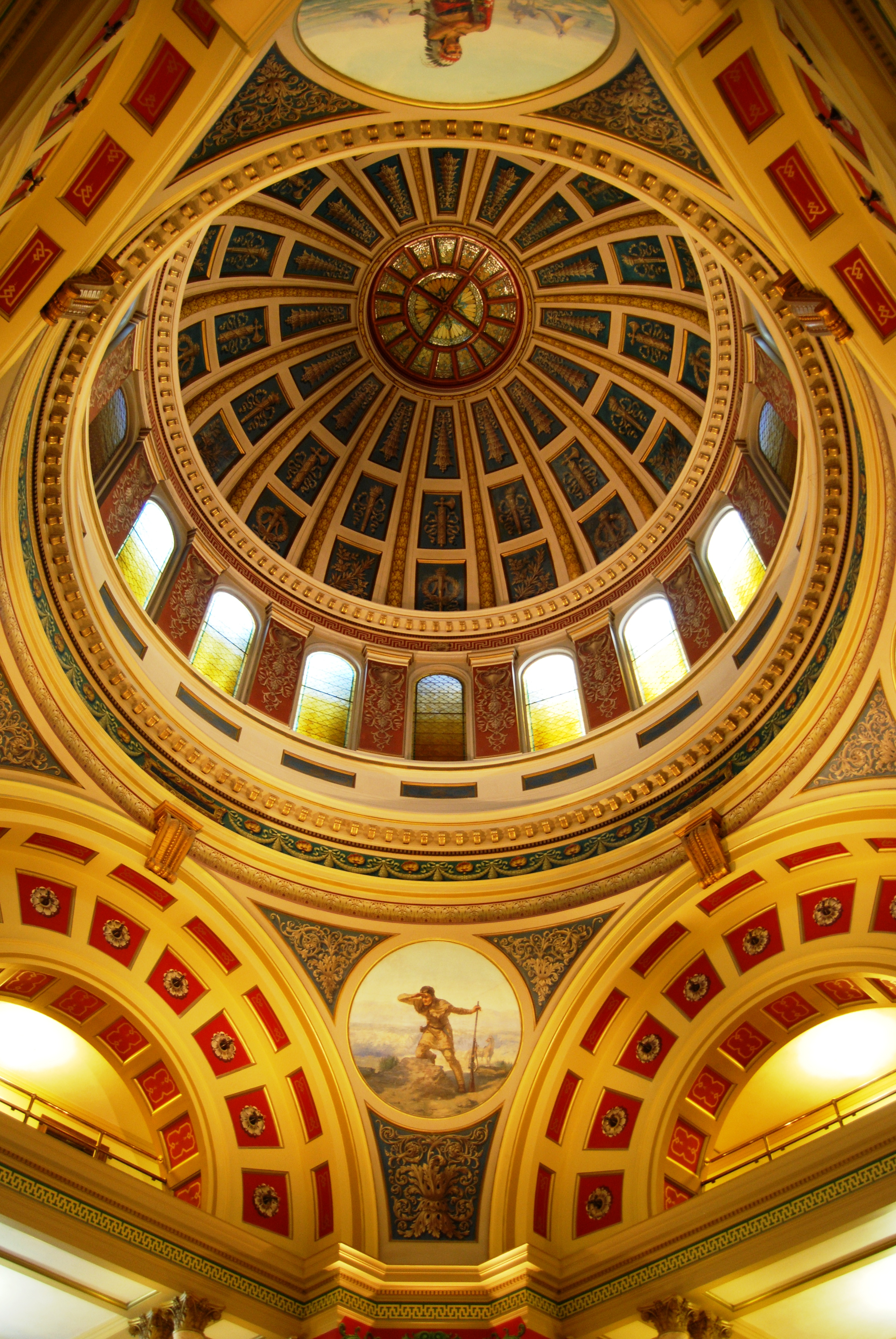
Vista interior de la cúpula

Entre 1909 y 1912, el edificio se amplió con la adición de dos nuevas alas en los lados este y oeste. Este trabajo fue ejecutado por Link & Haire, arquitectos de Butte, con FM Andrews & Company de Nueva York como arquitectos consultores.

## Arquitectura
El edificio, construido con piedra arenisca y granito de Montana, es de estilo arquitectónico neogriego y figura en el Registro Nacional de Lugares Históricos. El exterior de la cúpula está cubierto de cobre. Encima de la cúpula hay una estatua femenina cariñosamente apodada Lady Liberty.

## Arte

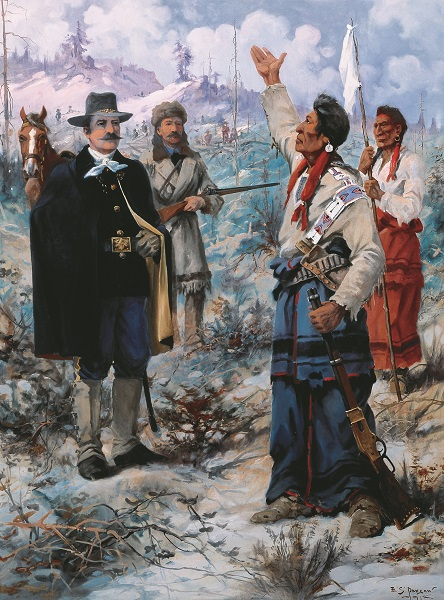
Rendición del jefe Joseph por Edgar S. Paxson.

La característica más notable dentro del centro del edificio del Capitolio es la enorme rotonda, con cuatro pinturas circulares que la rodean. Estas pinturas, pintadas para la inauguración del Capitolio en 1902 por la firma de F.Pedretti's Sons, representan cuatro arquetipos importantes de personas de la historia temprana de Montana: un nativo americano (destinado a ser el jefe Charlo), un explorador y cazador de pieles (Jim Bridger), un minero de oro (Henry Finnis Edgar, uno de los descubridores del oro en Alder Gulch) y un vaquero (no identificado, pero se dice que está inspirado en las obras de CM Russell). Los hermanos Pendretti proporcionaron obras de arte adicionales encargadas en las Cámaras del Senado y del Antiguo Tribunal Supremo.
El arco sur de la rotonda presenta la pintura semielíptica Driving The Golden Spike, pintada por Amédée Joullin. La antigua Biblioteca de Derecho del Estado, ahora un conjunto de salas de comités, presenta diez paisajes de Montana creados por Ralph E. DeCamp. El vestíbulo de la Cámara de Representantes presenta seis escenas que representan eventos importantes en la historia temprana de Montana por Edgar S. Paxson.
La obra de arte más importante del Capitolio es de Charles M. Russell. Se trata de una pintura de 1912, titulada Lewis y Clark se encuentran con los indios de cabeza plana en Ross 'Hole, que mide 7,6 metros largo y 3,6 de alto. Representa a los exploradores Lewis y Clark conociendo a la gente Bitterroot Salish de Montana a su regreso a través de las montañas Bitterroot desde el Océano Pacífico. Ahora se muestra sobre la silla del presidente en la Cámara de Representantes.